# 대한민국 상법 제360조
대한민국 상법 제360조는 주권의 제권판결에 대한 상법 회사법의 조문이다.

## 조문
제360조 (주권의 제권판결, 재발행)
①주권은 공시최고의 절차에 의하여 이를 무효로 할 수 있다.

②주권을 상실한 자는 제권판결을 얻지 아니하면 회사에 대하여 주권의 재발행을 청구하지 못하다.

第360條 (株券의 除權判決, 再發行)
① 株券은 公示催告의 節次에 依하여 이를 無效로 할 수 있다.

②株券을 喪失한 者는 除權判決을 얻지 아니하면 會社에 對하여 株券의 再發行을 請求하지 못하다.

## 판례

### 제권판결과 선의취득의 관계
- 주주로부터 기명주식을 양도받은 자라 하더라도 주주명부에 명의개서를 하지 아니하여 그 양도를 회사에 대항할 수 없는 이상 그 주주에 대한 채권자에 불과하고, 또 제권판결 이전에 주식을 선의취득한 자는 위 제권판결에 하자가 있다 하더라도 제권판결에 대한 불복의 소에 의하여 그 제권판결이 취소되지 않는 한 회사에 대하여 적법한 주주로서의 권한을 행사할 수 없으므로 회사의 주주로서 주주총회 및 이사회결의무효확인을 소구할 이익이 없다[1]

## 같이 보기
- 제권판결